# Проліферація

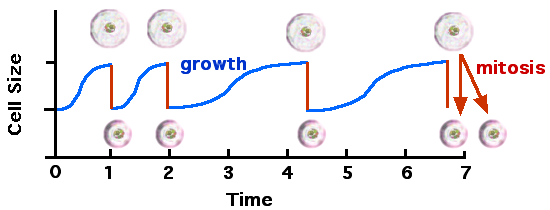
Клітинний цикл і зростання

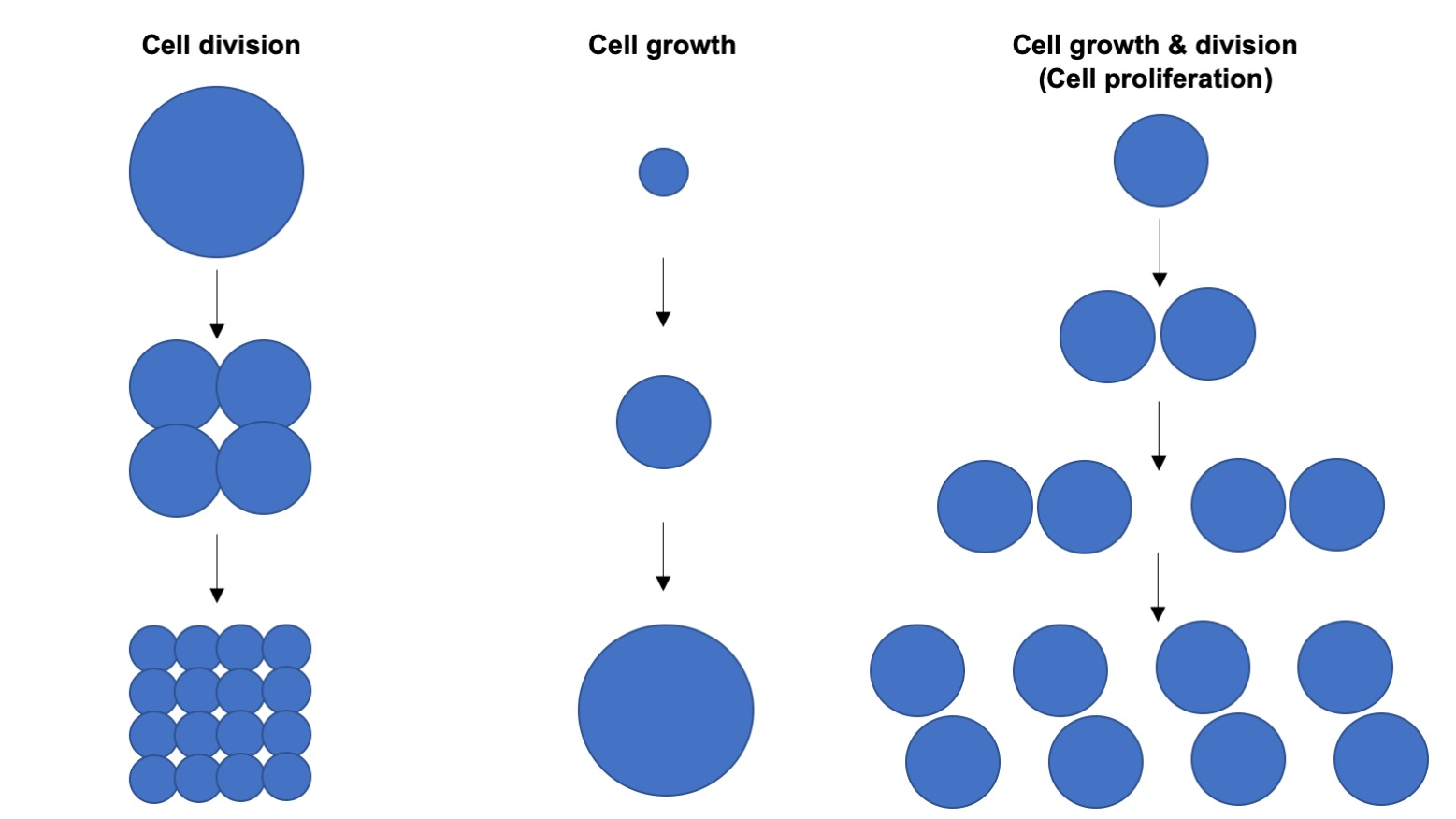
Схема поділу, росту та проліферації клітин.

Проліфера́ція (лат. proliferatio, від proles — «потомство» і ferre — «нести») — процес розростання тканини тварини через поділ та ріст клітин організму. Проліферація клітин відбувається шляхом поєднання росту клітин із регулярними клітинними циклами «G1-S-M-G2» для виробництва багатьох диплоїдних клітин. Вона вимагає, щоб ріст і поділ клітин відбувалися одночасно, таким чином, середній розмір клітин залишається незмінним у популяції. Поділ клітин може відбуватися без росту клітини, поступово утворюючи багато менших клітин (як при розщепленні зиготи), в той час, як ріст клітини може відбуватися без поділу клітини з утворенням однієї більшої клітини (як при зростанні нейронів).
Збільшення клітин в організмі збалансовано їхньою загибеллю, диференціацією та переходом у стадію G0 клітинного циклу — такі клітини не здатні до поділу, тому не призводять до розростання тканин. Загальна кількість клітин у популяції визначається швидкістю проліферації клітин мінус швидкість загибелі клітини.
В одноклітинних організмах проліферація клітин значною мірою реагує на доступність поживних речовин у навколишньому середовищі (або в лабораторному).
У багатоклітинних організмах процес проліферації клітин контролюється генними регуляторними мережами, закодованими в геномі і виконується в основному за допомогою факторів транскрипції, зокрема тими, що регулюються шляхами передачі сигналу, викликаними факторами росту під час міжклітинної комунікації в процесі розвитку.
Клітинна проліферація збільшується під час малігнізації тканин і переході їх на пухлини. Неконтрольована проліферація клітин, що призводить до збільшення її швидкості, або нездатність клітин зупинити своє розмноження в нормальний час, є причиною раку.
В рослин теж саме, що проліфікація.